# Красные Ударники
Красные Ударники — посёлок в Володарском районе Нижегородской области. Входит в состав Мулинского сельсовета. Население 4 (2010) человека

## Общая физико-географическая характеристика
Географическое положение
По автомобильным дорогам расстояние до областного центра города Нижнего Новгорода составляет 77 км, до районного центра города Володарска 26 — км. Абсолютная высота 101 метр над уровнем моря.

## Население
| 2002 | 2010 |
| ---- | ---- |
| 8    | ↘4   |

Национальный состав
Согласно результатам переписи 2002 года, в национальной структуре населения русские составляли  75% из 8 человек.